# Književnost za mlade
Književnost za mlade kategorija je književnosti pisane za čitatelje od 12 do 18 godina. Iako je žanr namijenjen adolescentima, otprilike polovica čitatelja su odrasli.
Tematika i žanrovi povezani su s godinama i iskustvom protagonista. Žanrovi dostupni u fikciji za mlade su široki i uključuju većinu onih koji se nalaze u fikciji za odrasle. Uobičajene teme povezane s ovim žanrom fikcije uključuju: prijateljstvo, prvu ljubav, veze i identitet. Priče koje se fokusiraju na specifične izazove mladosti ponekad se nazivaju problemskim romanima ili romanima o odrastanju.
Književnost za mlade razvijena je kako bi se olakšao prijelaz između dječjih romana i književnosti za odrasle. Jedna od prvih spisateljica koja je prepoznala mlade kao posebnu skupinu bila je Sarah Trimmer, koja je 1802. opisala "mladu odraslu dob" kao razdoblje između 14. i 21. godine. U svom časopisu za dječju književnost „The Guardian of Education”, Trimmer je skovala izraze "knjige za djecu" (za mlađe od četrnaest godina) i "knjige za mlade" (za one između 14 i 21 godine), uspostavljajući referentnu točku za književnost za mlade odrasle osobe koja je još uvijek u uporabi. Autori 19. i ranog 20. stoljeća predstavili su niz djela koja su ostavila pozitivan dojam na mlade čitatelje, iako nisu nužno bila napisana za njih. Među takve autore pripadaju: Lewis Carroll, Robert Louis Stevenson, Mark Twain, Francis Hodgson Burnett, Edith Nesbitt, James Matthew Barry, L. Frank Baum, Astrid Lindgren, Enid Blyton, C. S. Lewis i dr.
Mnogi romani za mlade sadrže priče o odrastanju. Oni prikazuju adolescente koji rješavaju osobne probleme i uče preuzeti odgovornost za svoje postupke. Takvi romani omogućuje ugodno iskustvo čitanja za mlade ljude, naglašavajući iskustva i probleme iz stvarnog života na lakše shvatljive načine, te prikazuje društvene funkcije.
Analiza književnosti za mlade između 1980. i 2000. pronašla je sedamnaest ekspanzivnih književnih tema. Najčešće od njih bile su: prijateljstvo, upadanje u nevolje, romantični i seksualni interes te obiteljski život. Ostali zajednički tematski elementi vrte se oko prirode tekstova u odrastanju. To uključuje narative o samoidentitetu, životu i smrti i individualnosti.
U središtu zanimanja mladeži ponajprije su teme kao što su odnosi među ljudima, osobito odnosi među spolovima i među vršnjacima, problemi koji se javljaju u obitelji i u školi, napose problemi koji obuhvaćaju sve dobne skupine kao što su alkohol, pušenje i droga, danas sve izrazitije nasilje prema drugome i prema sebi. Mladi traže odgovore, a književnost je uvijek bila prekrasna mogućnost za to.
Među hrvatskim piscima za mlade ističu se od novijih autora: Stjepan Tomaš, Ivana Šojat, Silvija Šesto, Sanja Polak, Jasminka Tihi-Stepanić, Vjekoslava Huljić, a od starijih autora: Ivan Kušan, Zvonimir Milčec, Anto Gardaš, Mato Lovrak, Hrvoje Hitrec, Ivana Brlić Mažuranić, Sunčana Škrinjarić i dr.